# Гурчин (замок)

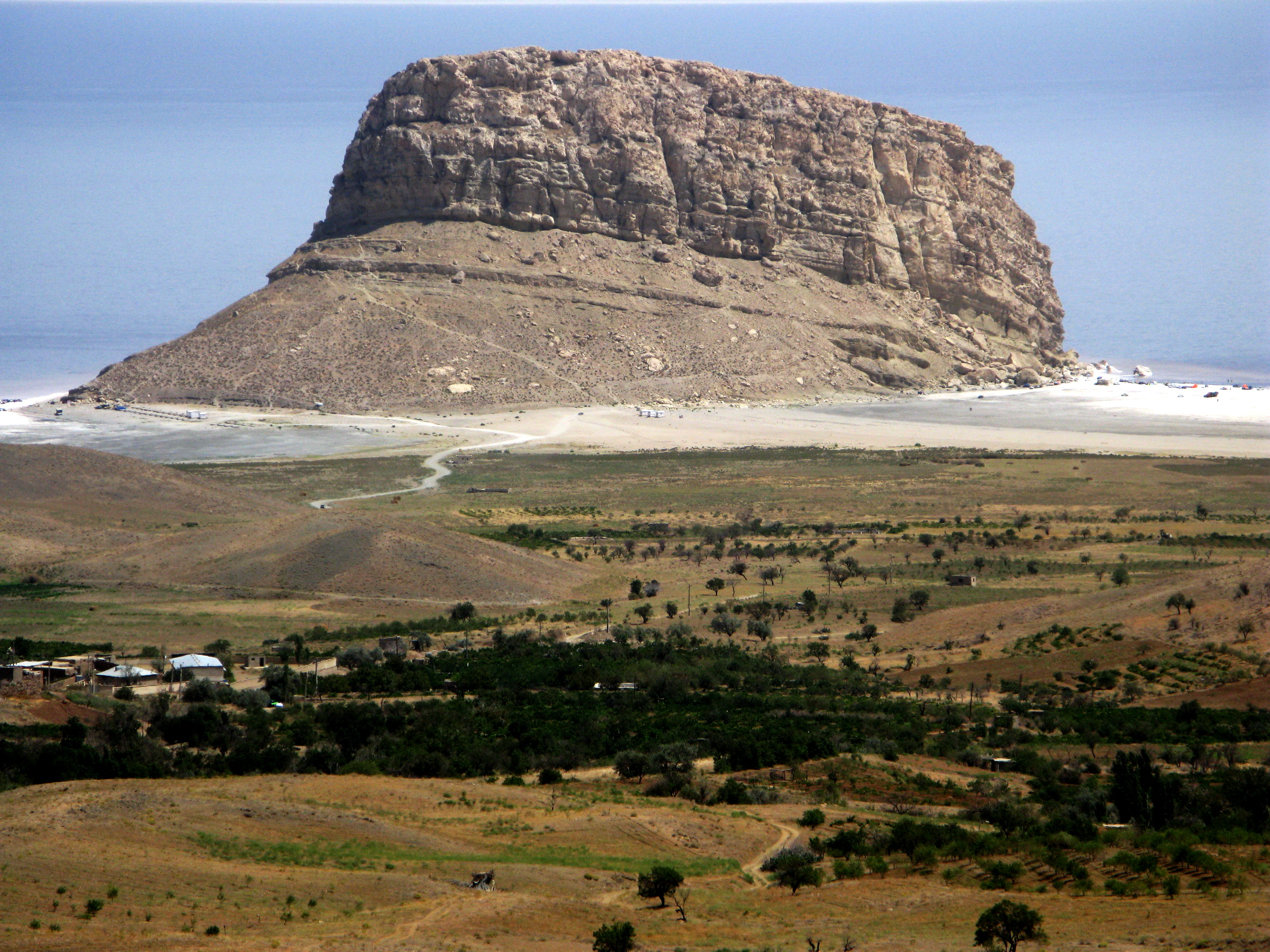
Гурчин

Замок Гурчин (Goorchin Castle, Kazim Dashi) — большой каменный замок находится в Иране (Западный Азербайджан) и расположен на острове озера Урмия.
Природа создала в этом месте два красивых холмистых острова. Используя их удобное природное расположение, на одном из них построили замок.
Ещё 10 лет назад эта природная крепость была со всех сторон окружена водой и добраться до неё можно было только на лодке. Сейчас остров сильно выступает из воды: самое крупное озеро Ирана Урмия высохло почти на треть.
Замок-крепость находится в плохом состоянии, он почти развалился. Памятник иранской архитектуры времен хана по имени Kazim xan Dashi носит местное название Казим Даши.
Одно из самых популярных мест, посещаемых туристами в Иране. Лечебные свойства солёной озёрной воды близки по химическому составу воде Мёртвого моря.